# Rigas Fereos
Rigas Fereos (gr. Δήμος Ρήγα Φεραίου, Dimos Riga Fereu) – gmina w Grecji, w administracji zdecentralizowanej Tesalia-Grecja Środkowa, w regionie Tesalia, w jednostce regionalnej Magnezja. W 2011 roku liczyła 10 922 mieszkańców. Powstała 1 stycznia 2011 roku w wyniku połączenia dotychczasowych gmin Karla i Feres oraz wspólnoty Keramidi. Siedzibą gminy jest Welestino.